# Béatrice Bonifassi
Pour les articles homonymes, voir Bonifassi.
Béatrice Bonifassi (née vers 1971) est une chanteuse montréalaise née à Nice, en France. Elle a une voix profonde, presque baryton ou même basse (parfois dite « masculine »),, que l'on compare à celle de Shirley Bassey,. Elle chante en anglais et en français avec des styles jazz, musique traditionnelle, blues, electronica et trip hop. En 2003, Betty s'est vu reconnaître sur la scène internationale pour avoir chanté la chanson thème de film d'animation Les Triplettes de Belleville. Elle a collaboré avec le saxophoniste-compositeur François D'Amours, elle a participé aux tournées du DJ/techno Champion, elle a aussi été invitée à chanter sur l'album High Class Trauma (2006) par Deweare, et elle est présentement une moitié du duo electronica Beast,.

## Vie personnelle
Betty est née à Nice (France) d'une mère Serbe et d'un père de descendance niçois-italien. Après avoir grandi dans un domicile bilingue et étudié à l'université en langues, elle s'est intéressée à diverses cultures et leurs traditions musicales. Elle fait maintenant de la musique depuis 1998.
En 1997, en chantant du Jimi Hendrix dans un club jazz de Montréal,, Bonifassi rencontra le compositeur québécois Benoît Charest qu'elle épousa. Quelques mois plus tard, elle immigra à Montréal pour rejoindre Charest.

## Collaboration avec Champion
Vers la fin des années 1990, Benoît Charest et le DJ Montréalais Maxime Morin sont devenus propriétaires de Ben & Max Studios - compagnie se spécialisant en ritournelles publicitaires (jingles) et en bandes sonores. En 2001 Morin revendit sa part de la compagnie à Charest afin de poursuivre sa propre carrière musicale avec le pseudonyme Champion, mais il resta en contact avec Bonifassi et Charest joua la basse et la percussion sur l'enregistrement de la chanson « Belleville Rendez-vous », du film d'animation Les Triplettes de Belleville (2003) et la produisit - sur un tricycle - avec Bonifassi et Charest, en direct, aux 76e Academy Awards,.
En 2004, Bonifassi collabora à nouveau avec Morin (alias Champion) sur son premier album Chill'em All. L'album inclut le hit « No Heaven » aux sons soul et blues, sur une percussion dance et un bruyant riff de guitare. Boniffassi y chante une mélodie plaintive inspirée par la musique de lutte sociale des esclaves noirs, et des chants de travaux forcés du Sud des États-Unis des XIX et XXe siècles. Morin dit de Bonifassi : « I heard Betty singing those blues songs, and she was the girl for that job » (quand je l'entendis chanter ces blues, je savais que c'était elle qu'il me fallait). L'album Chill'em All connut un bon succès au point que Bonifassi et Champion sont demeurés en tournée plus de deux ans.
En 2008, l'équipe enregistra une nouvelle version de I Put a Spell on You (1956) de Screamin' Jay Hawkins pour la chanson thème du film québécois « Truffe » (2008),. Bonifassi contribua vocalement sur Résistance (2009), le nouvel album de Champion.

## Nominations
La collaboration Bonifassi-Charest sur la bande sonore du film Les Triplettes de Belleville leur valut une nomination d'Oscar de « Meilleure chanson » pour leur chanson thème « Belleville Rendez-vous » qu'ils eurent l'honneur de présenter en direct durant la cérémonie,. En entrevue en 2004, Bonifassi déclara que son expérience à la cérémonie des Oscars était « magnifique »: "It was a magic moment that I shared with my husband; I thought it was brilliant!".
Cette nomination aux Oscars lui ouvrit plusieurs portes et elle reçut plusieurs offres de grands labels de plusieurs pays pour faire d'autres enregistrements dans le genre Django/chanson réaliste, mais elle les refusa de crainte de se voir stéréotypée dans ce style. Toutefois, elle dit ne pas complètement fermer les perspectives de collaborations futures dans ces genres.

## Beast
Bonifassi fait équipe avec Jean-Philippe Goncalves, confrère expatrié français, percussionniste, producteur, pour créer le groupe Beast dont le premier album sortit en novembre 2008.
On dit du son Beast qu'il s'apparente au trip hop mais avec un peu plus d'agression,,. Bonifassi y utilise plutôt un style vocal s'apparentant au rap et de spoken word. Bonifassi écrit les chansons et Goncalves compose la musique. Puisque les chansons sont toutes en anglais, Bonifassi collabore avec l'auteure-compositrice canadienne Simon Wilcox pour l'écriture. « Simon capte vraiment très bien mon côté noir et triste dans le moment. Je tiens à chanter des chansons riches et puissantes ».
Goncalves dit que le nom Beast leur sied très bien car « Betty est une vraie bête de scène »
Leur premier album fut disponible sur iTunes le 4 novembre 2008, alors que le lancement officiel fut le 18 novembre 2008.
Beast, en nomination pour le Grammy du meilleur vidéoclip, a interprété "Mr. Hurricane" lors du pré-gala diffusé sur Internet. C'était d'ailleurs pour cette chanson qu'ils étaient en nomination.

## Carrière solo
En 2004, dans un entrevue SRC avec Danielle Leblanc, elle mentionna un projet avec le compositeur François D'Amour, qu'elle désire un album multi ethnique, avec beaucoup de sons électroniques. Le 24 septembre 2004, elle chanta quelques-unes de ces chansons au Montreal Cabaret Music Hall.
Elle participe, avec Marie-Thérèse Fortin, Florence K, Daniel Lavoie, Sylvie Moreau, Yann Perreau, Quartom et Martha Wainwright au spectacle « Piaf a 100 ans. Vive la môme! » créé pour les 27e Francofolies de Montréal et qui a été présenté dans quelques autres villes québécoises en novembre 2015.

## Controverse envers le spectacle SLÂV
En 2018, en collaboration avec Robert Lepage, elle a créé SLĀV, un spectacle qui repose sur des chants d’esclaves noirs repris dans une perspective universelle et métaphorique, et qui a été lancé au Festival de jazz de Montréal. Le spectacle a provoqué une protestation publique sur la base d'accusations d'appropriation culturelle. Bien que deux des choristes fussent noires, les protestataires[Lesquels ?] ont également reproché à ses créateurs de ne pas avoir consulté «la communauté noire» au cours même du processus créatif . À la suite de la controverse, le spectacle a été annulé par les organisateurs, selon un communiqué de ceux-ci en accord avec l'artiste mais également en raison d'une fracture de la cheville de l’interprète. Cet épisode marque profondément l'artiste qu'est Betty Bonifassi puisqu'elle a toujours défendu la diversité culturelle et n'a jamais pensé qu'il n'y avait qu'une catégorie d'humains qui pouvaient utiliser une culture en particulier. Elle est profondément heurtée par ce qui lui semble être une forme de censure. Cette controverse est le point de départ d'une conception artistique complètement bouleversée au Québec .